# Relaciones Guinea-Bisáu-México
Las naciones de Guinea-Bisáu y México establecieron relaciones diplomáticas en 1983. Ambas naciones son miembros de las Naciones Unidas.

## Historia
Guinea-Bisáu y México establecieron relaciones diplomáticas el 23 de mayo de 1983, unos nueve años después de que Guinea-Bisáu obtuvo su independencia de Portugal. La relación bilateral entre ambas naciones se desarrolla en foros multilaterales.
En noviembre de 2010, el gobierno de Guinea-Bisáu envió una delegación de ocho miembros para asistir a la Conferencia de las Naciones Unidas sobre el Cambio Climático de 2010 en Cancún, México.
En 2024, ambas naciones celebraron 41 años de relaciones diplomáticas.

## Misiones Diplomáticas
- Guinea-Bisáu no tiene una acreditación para México.
- México está acreditado ante Guinea-Bisáu a través de su embajada en Rabat, Marruecos.[4]